# Echinacea (botanica)
L'Echinacea (Moench, 1794, dal greco echinos, che vuol dire "riccio") è un genere di piante erbacee perenni che comprende nove specie. Sono piante interessanti prevalentemente dal punto di vista ornamentale ed erboristico. Sono piante originarie del Nord America. Questo genere di piante appartiene alla più grande famiglia delle Asteraceae.

## Etimologia
Linneo denominò questo genere come Rudbeckia, in omaggio ad Olaus Rudbeck, botanico svedese del XVII secolo. Il genere fu poi rinominato da Moench, nel 1794, come Echinacea (dal greco echinos, riccio). Secondo alcuni, il riferimento al riccio è dovuto alla struttura dei semi: essi possiedono, alla loro sommità, un margine con 4 denti appuntiti; secondo altri, per le brattee pungenti del capolino.

## Distribuzione e habitat
Le Echinacee sono originarie del Nord America, e presentano un areale molto esteso che va dalle zone costiere del Golfo del Messico alle Grandi Pianure, fino ai Grandi Laghi a nord, alle Montagne Rocciose a Ovest e alla catena degli Appalachi a est, interessando numerosi Stati. Le Echinacee mostrano una notevole adattabilità alle diverse condizioni ambientali; crescono spontaneamente sia nelle zone di pianura che ad alta quota (fino ad oltre 1500 m di altitudine), privilegiando aree aperte e soleggiate, senza esigenze particolari di terreno anche se prediligono suoli moderatamente fertili, ben drenati e tendenti al sabbioso, come quelli delle grandi praterie nordamericane.

## Descrizione
Le Echinacee sono piante erbacee poliennali con riposo vegetativo invernale (la parte epigea si dissecca in autunno), appaiono dalla primavera inoltrata all'autunno e fioriscono tra giugno e agosto. L'apparato radicale è più o meno fascicolato, con radici singole di calibro differente; le foglie, riunite in rosette basali e poi distribuite lungo gli scapi, sono lanceolate od ellittiche, con margine intero o seghettato e generalmente provviste di peli. Il fusto, di altezza variabile da 50 a 150 cm, ha un portamento eretto, si presenta più o meno peloso, ramificato e rivestito di poche o molte foglie, a seconda della specie. Il capolino è terminale, lungamente peduncolato, con ricettacolo conico, fiori ligulati (sterili) di lunghezza e tonalità variabili dal bianco-rosato al rosa-purpureo, e fiori tubulosi (fertili) ermafroditi; il polline può presentare diverse colorazioni. Il frutto è un achenio quadrangolare con presenza od assenza di pigmentazione marrone chiaro all'apice e fornito di un piccolo pappo.

## Tassonomia
In passato vi era molta confusione sulla nomenclatura del genere e delle varie specie: fino a tempi recenti, infatti, queste sono state largamente confuse tra loro nelle caratteristiche e nelle proprietà, a causa anche di forti somiglianze morfologiche. Solo da poco, attraverso moderni metodi analitici, si è pervenuti alla loro differenziazione filogenetica su basi biochimiche.

## Proprietà officinali
L'uso medicinale di questa pianta si perde nei tempi: gli Amerindi del Nord America usavano il rizoma per curare piaghe e affezioni varie della pelle, ferite da traumi, da morsi dei serpenti, vaiolo, morbillo, parotite epidemica, artrite e preparazione di collutori. Per uso esterno, il rizoma delle echinacee ha in effetti proprietà cicatrizzanti, antinfettive e riepitelizzanti.
La farmacopea moderna ha esteso le conoscenze popolari attribuendo a queste piante un ruolo in primo piano nel rafforzamento delle difese immunitarie. Oltre agli usi esterni per scopi medicamentosi o fitocosmetici, l'echinacea può essere usata anche per la cura delle affezioni influenzali e del raffreddore.
L'Agenzia europea per i medicinali (EMEA) ha approvato l'uso di estratto di fiori di Echinacea purpurea per la prevenzione a breve termine ed il trattamento del raffreddore. Secondo le raccomandazioni dell'agenzia:
Non dovrebbe essere assunto per più di 10 giorni. La somministrazione a bambini di età inferiore ad 1 anno è controindicata, a causa di possibili effetti indesiderati su di un sistema immunitario immaturo. L'uso per bambini tra gli 1 e i 12 anni di età è sconsigliato, in quanto l'efficacia non è stata sufficientemente documentata (...). In assenza di dati sufficienti, è sconsigliato l'uso durante la gravidanza e l'allattamento.
La MHRA (Medicines and Healthcare products Regulatory Agency) britannica, in una posizione più recente (2012), ha espressamente sconsigliato la somministrazione di Echinacea a tutti i bambini di età inferiore ai 12 anni, a causa del rischio di sviluppare gravi reazioni allergiche; rischio che, seppur non frequente, rimane superiore a quello degli eventuali benefici attesi.
In quanto inibitore dell'enzima ialuronidasi, può ostacolare l'assorbimento di altri farmaci attraverso i tessuti.

## Composizione chimica
I principi attivi si trovano nella radice e sono: chetoalcheni e chetoalchini con derivati idrossilati differenziati tra gli estratti di Echinacea pallida e di Echinacea angustifoglia, olio essenziale dallo 0.2 al 2%, derivati poliacetilenici, derivati dell'acido caffeico tra i quali l'echinacoside (fino all'11 % mentre la cinarina è assente), glicoproteine, polisaccaridi (la radice dell'E. pallida non contiene alcammidi a differenza della E. angustifolia.

## Farmacologia
Questi principi attivi non andrebbero impiegati nelle malattie sistemiche progressive come tubercolosi, leucosi, connettiviti, sclerosi multipla, AIDS, infezioni da HIV, patologie autoimmuni e durante la terapia immunosoppressiva.
Non è raccomandata la somministrazione in gravidanza o durante l'allattamento poiché non vi sono disponibili dati riguardanti gli effetti teratogeni.

## Aspetti economici
Le echinacee, per le proprietà loro attribuite, rivestono un certo interesse economico per il settore farmaceutico ed erboristico. Sono piante abbastanza rustiche e si prestano alla coltivazione per scopi industriali. In Italia si adatta abbastanza bene per colture a ciclo primaverile estivo. La specie di maggior interesse come pianta medicinale è l'Echinacea purpurea, ma sono largamente oggetto di commercio e di moltiplicazione anche l'Echinacea angustifolia e l'Echinacea pallida.
Le echinacee sono interessanti anche come piante ornamentali, per la grandezza e la vistosità dei capolini e sono molto comuni nei giardini.